# Ruhland
Ruhland (sorbiska: Rólany) är en stad vid floden Schwarze Elster i länet Oberspreewald-Lausitz i delstaten Brandenburg i östra Tyskland. Staden är administrativ centralort i kommunalförbundet Amt Ruhland, dit även grannkommunerna Grünewald, Guteborn, Hermsdorf, Hohenbocka och Schwarzbach hör.

## Näringsliv
Ruhland har sedan firman Eisenbau Manig grundades 1921 haft en större stålbyggnadsindustri. Företaget förstatligades under Östtyskland men är sedan 1990 åter i privat ägo, nu under namnet Lausitzer Stahlbau Ruhland GmbH.

## Kommunikationer
Norr om stadskärnan passerar förbundsvägen Bundesstrasse 169 (Neuensalz – Cottbus). Vid den närbelägna trafikplatsen Ruhland ansluter B 169 till motorvägen A 13 mellan Berlin och Dresden.
Vid Ruhlands järnvägsstation korsas de två järnvägslinjerna Hoyerswerda–Falkenberg (Elster) och Grossenhain–Cottbus. Stationen trafikeras av regionalexpresslinjerna RE15 (Hoyerswerda – Dresden Hauptbahnhof), RE 18 (Dresden – Cottbus), regionallinjen RB 49 mellan Falkenberg (Elster) och Cottbus samt S-Bahn Mitteldeutschlands pendeltåg S 4 (Wurzen – Leipzig – Hoyerswerda. Den tidigare linjen mot Kostebrau är sedan 1962 nedlagd för persontrafik.